# 36. Szaturnusz-gála
A 36. Szaturnusz-gála a 2009-es év legjobb filmes és televíziós sci-fi, horror és fantasy alakításait értékelte. A díjátadót 2010. júniuus 24-én tartották a kaliforniai Burbankben.

## Győztesek és jelöltek
Forrás:

### Film
| Legjobb sci-fi-film | Legjobb fantasyfilm |
| --- | --- |
| - Avatar - Éli könyve - Képlet - Hold - Star Trek - Transformers: A bukottak bosszúja - X-Men kezdetek: Farkas | - Watchmen: Az őrzők - Harry Potter és a Félvér Herceg - Komfortos mennyország - Az időutazó felesége - Ahol a vadak várnak |
| Legjobb horrorfilm | Legjobb akciófilm, kalandfilm vagy filmthriller |
| - Pokolba taszítva - A doboz - Kihülve - Az utolsó ház balra - Alkonyat – Újhold - Zombieland | - Becstelen brigantyk - 2012 - Testvérek - A bombák földjén - Törvénytisztelő polgár - A harcmező hírnökei - Sherlock Holmes |
| Legjobb férfi főszereplő | Legjobb női főszereplő |
| - Sam Worthington – Avatar (Jake Sully) - Robert Downey Jr. – Sherlock Holmes (Sherlock Holmes) - Tobey Maguire – Testvérek (Sam Cahill) - Viggo Mortensen – Az út (A férfi) - Sam Rockwell – Hold (Samuel "Sam" Bell) - Denzel Washington – Éli könyve (Éli)                                   | - Zoë Saldana – Avatar (Neytiri) - Catherine Keener – Ahol a vadak várnak (Connie) - Mélanie Laurent – Becstelen brigantyk (Shosanna Dreyfus / Emanuelle Mimieux) - Alison Lohman – Pokolba taszítva (Christine Brown) - Natalie Portman – Testvérek (Grace Cahill) - Charlize Theron – Megváltás (Sylvia) |
| Legjobb férfi mellékszereplő | Legjobb női mellékszereplő |
| - Stephen Lang – Avatar (Miles Quaritch) - Woody Harrelson – Zombieland (Tallahassee) - Frank Langella – A doboz (Arlington Steward) - Jude Law – Sherlock Holmes (John H. Watson) - Stanley Tucci – Komfortos mennyország (George Harvey) - Christoph Waltz – Becstelen brigantyk (Hans Landa) | - Sigourney Weaver – Avatar (Dr. Grace Augustine) - Malin Åkerman – Watchmen: Az őrzők (Laurie Jupiter / Selyem Kísértet II) - Diane Kruger – Becstelen brigantyk (Bridget von Hammersmarck) - Rachel McAdams – Sherlock Holmes (Irene Adler) - Lorna Raver – Pokolba taszítva (Sylvia Ganush) - Susan Sarandon – Komfortos mennyország (Lynn nagyi) |
| Legjobb fiatal színész | Legjobb rendező |
| - Saoirse Ronan – Komfortos mennyország (Susie Salmon) - Taylor Lautner – Alkonyat – Újhold (Jacob Black) - Bailee Madison – Testvérek (Isabelle Cahill) - Brooklynn Proulx – Az időutazó felesége (Clare Abshire) - Max Records – Ahol a vadak várnak (Max) - Kodi Smit-McPhee – Az út (A fiú) | - James Cameron – Avatar - J. J. Abrams – Star Trek - Kathryn Bigelow – A bombák földjén - Neill Blomkamp – District 9 - Guy Ritchie – Sherlock Holmes - Zack Snyder – Watchmen: Az őrzők - Quentin Tarantino – Becstelen brigantyk |
| Legjobb forgatókönyv | Legjobb filmzene |
| - James Cameron – Avatar - Neill Blomkamp, Terri Tatchell – District 9 - Spike Jonze, Dave Eggers – Ahol a vadak várnak - Alex Kurtzman, Roberto Orci – Star Trek - Quentin Tarantino – Becstelen brigantyk - Alex Tse, David Hayter – Watchmen: Az őrzők                                       | - James Horner – Avatar - Brian Eno – Komfortos mennyország - Michael Giacchino – Fel - Taro Iwashiro – Vörös szikla - Christopher Young – Pokolba taszítva - Hans Zimmer – Sherlock Holmes |
| Legjobb jelmez | Legjobb smink |
| - Michael Wilkinson – Watchmen: Az őrzők - Colleen Atwood – Kilenc - Jenny Beavan – Sherlock Holmes - Anna B. Sheppard – Becstelen brigantyk - Jany Temime – Harry Potter és a Félvér Herceg - Timmy Yip – Vörös szikla                                                                         | - Barney Burman, Mindy Hall, Joel Harlow – Star Trek - Joe Dunckley, Sarah Rubano, Frances Richardson – District 9 - Sarah Monzani – Doctor Parnassus és a képzelet birodalma - Greg Nicotero, Howard Berger - Éli könyve - Pokolba taszítva - Mike Smithson, John Rosengrant – Terminátor: Megváltás |
| Legjobb látványtervezés | Legjobb különleges effektek |
| - Rick Carter, Robert Stromberg – Avatar - Scott Chambliss – Star Trek - Stuart Craig – Harry Potter és a Félvér Herceg - Sarah Greenwood – Sherlock Holmes - Philip Ivey – District 9 - Alex McDowell – Watchmen: Az őrzők                                                                     | - Joe Letteri, Stephen Rosenbaum, Richard Baneham, Andrew R. Jones – Avatar - Tim Burke, John Richardson, Nicolas Aithadi, Tim Alexander – Harry Potter és a Félvér Herceg - Volker Engel, Marc Weigert, Mike Vézina – 2012 - Roger Guyett, Russell Earl, Paul Kavanagh, Burt Dalton – Star Trek - John 'D.J.' Des Jardin, Peter G. Travers, Joel Whist, Jessica Norman – Watchmen: Az őrzők - Dan Kaufman, Peter Muyzers, Robert Habros, Matt Aitken – District 9 |
| Legjobb nemzetközi film | Legjobb animációs film |
| - District 9 - Doctor Parnassus és a képzelet birodalma - Lorna csendje - Vörös szikla - Elrabolva - Szomjúság | - Szörnyek az űrlények ellen - Karácsonyi ének - A fantasztikus Róka úr - Jégkorszak 3. – A dínók hajnala - A hercegnő és a béka - Fel |

### Televízió

#### Műsorok
| Legjobb televíziós sorozat | Legjobb kábeltelevíziós sorozat |
| --- | --- |

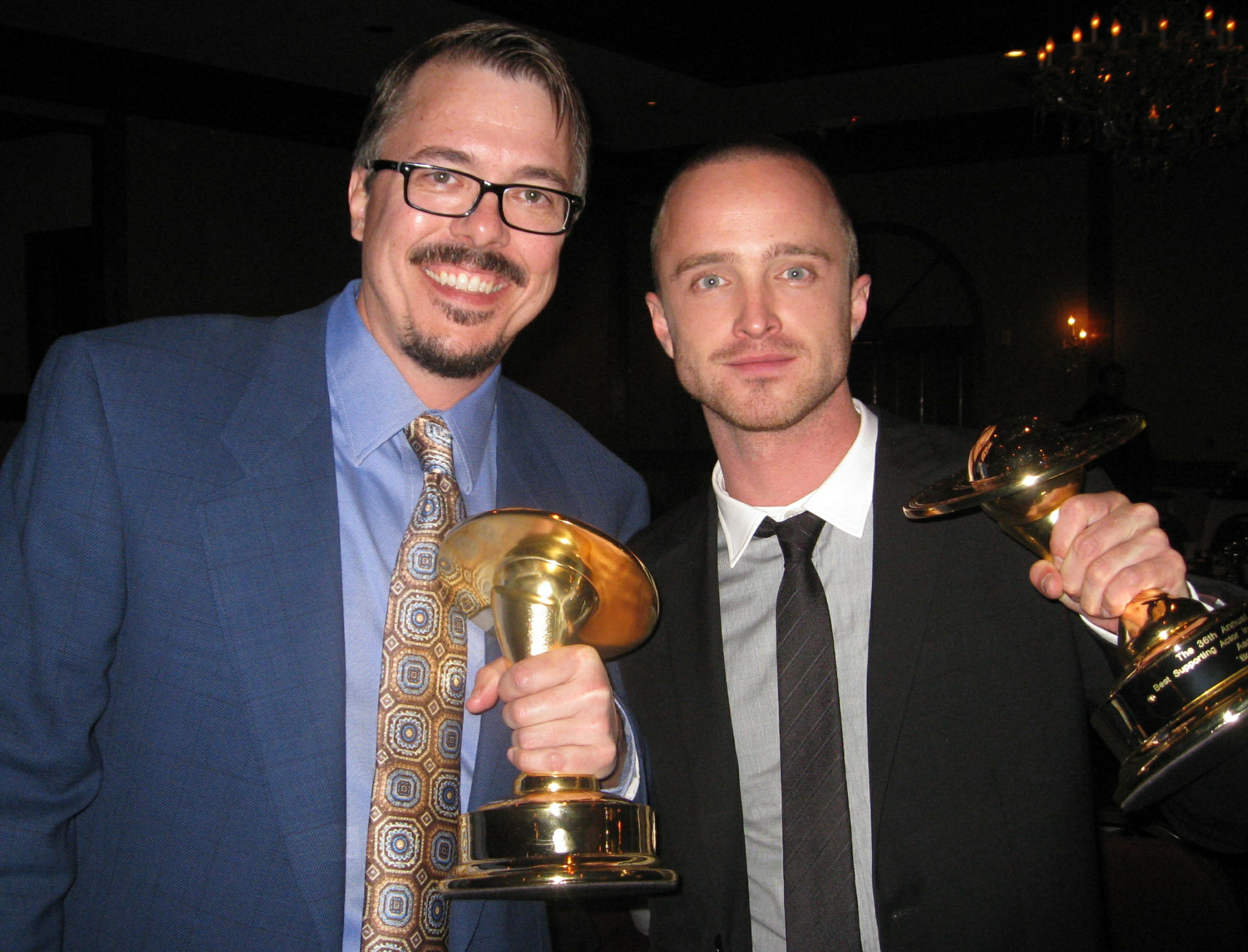
Vince Gilligan (balra) és Aaron Paul a Breaking Bad – Totál szívásért kapott Szaturnusz-díjaikkal.

| - Lost – Eltűntek (ABC) - Chuck (lNBC) - A rejtély (Fox) - Szellemekkel suttogó (CBS) - Hősök (NBC) - Vámpírnaplók (The CW)                                                     | - Breaking Bad – Totál szívás (AMC) - Csillagközi romboló (SyFy) - A főnök (TNT) - Dexter (Showtime) - Lépéselőnyben (TNT) - True Blood – Inni és élni hagyni (HBO) |
| Legjobb televíziós műsor | |
| - Torchwood: A Föld gyermekei (BBC America) - Alice (SyFy) - "Ki vagy, doki?: Az idő végzete" (BBC America) - The Prisoner (AMC) - Tudorok (Showtime) - V, mint veszélyes (ABC) | |

#### Színészek
| Legjobb televíziós színész | Legjobb televíziós színésznő |
| --- | --- |
| - Josh Holloway – Lost – Eltűntek (ABC) (James „Sawyer” Ford) - Bryan Cranston – Breaking Bad – Totál szívás (AMC) (Walter White) - Matthew Fox – Lost (ABC) (Jack Shephard) - Michael C. Hall – Dexter (Showtime) (Dexter Morgan) - Zachary Levi – Chuck (lNBC) (Chuck Bartowski) - Stephen Moyer – True Blood – Inni és élni hagyni (HBO) (Bill Compton) - David Tennant – "Ki vagy, doki?: Az idő végzete" (BBC America) (A Doktor) | - Anna Torv – A rejtély (Fox) (Olivia Dunham) - Anna Gunn – Breaking Bad – Totál szívás (AMC) (Skyler White) - Jennifer Love Hewitt – Szellemekkel suttogó (CBS) (Melinda Gordon) - Evangeline Lilly – Lost – Eltűntek (ABC) (Kate Austen) - Anna Paquin – True Blood – Inni és élni hagyni (HBO) (Sookie Stackhouse) - Kyra Sedgwick – A főnök (TNT) (Brenda Leigh Johnson) |
| Legjobb televíziós férfi mellékszereplő | Legjobb televíziós női mellékszereplő |
| - Aaron Paul – Breaking Bad – Totál szívás (AMC) (Jesse Pinkman) - Jeremy Davies – Lost – Eltűntek (ABC) (Daniel Faraday) - Michael Emerson – Lost – Eltűntek (ABC) (Benjamin Linus) - Aldis Hodge – Lépéselőnyben (TNT) (Alec Hardison) - John Noble – A rejtély (Fox) (Walter Bishop) - Alexander Skarsgård – True Blood – Inni és élni hagyni (HBO) (Eric Northman)                                                                 | - Julie Benz – Dexter (Showtime) (Rita Bennett) - Morena Baccarin – V, mint veszélyes (ABC) (Anna) - Gina Bellman – Lépéselőnyben (TNT) (Sophie Devereaux) - Jennifer Carpenter – Dexter (Showtime) (Debra Morgan) - Elizabeth Mitchell – Lost – Eltűntek (ABC) (Juliet Burke) - Hayden Panettiere – Hősök (lNBC) (Claire Bennett)                                           |
| Legjobb televíziós vendégszereplő | |
| - Leonard Nimoy – A rejtély (Fox) (William Bell) - Bernard Cribbins – "Ki vagy, doki?: Az idő végzete" (BBC America) (Wilfred Mott) - Raymond Cruz – Breaking Bad – Totál szívás (AMC) (Tuco Salamanca) - Michelle Forbes – True Blood – Inni és élni hagyni (HBO) (Maryann Forrester) - John Lithgow – Dexter (Showtime) (Arthur Mitchell) - Mark Pellegrino – Lost – Eltűntek (ABC) (Jacob)                                          | |

### DVD
| Legjobb DVD | Legjobb speciális kiadású DVD |
| --- | --- |
| - Láncra vert igazság - Az ördög háza - Laid to Rest - Nem feledve - Pontypool – A zombik városa - Szeleburdi szuperhősök - Aberrált élvezetek                                                                             | - Watchmen: Az őrzők: The Ultimate Cut - 300: The Complete Experience - Hófehérke és a hét törpe - District 9: Two-Disc Edition - Terminátor 2. – Az ítélet napja – Skynet Edition - X-Men kezdetek: Farkas – Two-Disc Special Edition   |
| Legjobb DVD gyűjtemény | Legjobb televíziós műsor DVD |
| - Star Trek: Az eredeti mozifilmes gyűjtemény - Columbia Pictures film noir klasszikusok, Volume 1 - A Hannibal Lecter-antológia - Hellraiser-gyűjtemény - A sci-fi ikonjai: Toho-gyűjtemény - A William Castle-gyűjtemény | - Lost – Eltűntek: A teljes ötödik évad - Élet a Marson: A teljes sorozat - Ki vagy, doki?: A holtak bolygója - Őslények kalandorai, Volume 2 - Terminátor – Sarah Connor krónikái – A teljes második évad - Torchwood: A Föld gyermekei |

### Legjobb helyi színházi előadás
- Legjobb helyi színházi fantasy/musiicalelő: Mary Poppins (Ahmanson Theatre)
- Legjobb helyi drámai színházi előadás: Parade (Mark Taper Forum)
- Legjobb helyi színházi előadás kis színház által: Fellowship: The Musical (Falcon Theatre)

### Különdíj
- George Pal Memorial Award: Roberto Orci, Alex Kurtzman
- Életműdíj: Irvin Kershner
- Visionary Award: James Cameron
- The Producers Showcase Award: Lauren Shuler Donner

## Fordítás
- Ez a szócikk részben vagy egészben  a(z)   36th Saturn Awards című angol Wikipédia-szócikk fordításán alapul.  Az eredeti cikk szerkesztőit annak laptörténete sorolja fel. Ez a jelzés csupán a megfogalmazás eredetét és a szerzői jogokat jelzi, nem szolgál a cikkben szereplő információk forrásmegjelöléseként.